# Грегуар (шимпанзе)
Грегуар (фр. Gregoire, род. 1942 — 17 декабря 2008) — шимпанзе, который стал известным благодаря рекордному сроку жизни (66 лет) среди африканских шимпанзе.
Грегуар более 40 лет содержался в клетке Браззавильского зоопарка. В 1990 году в зоопарк приехала британский приматолог Джейн Гудолл, где она обнаружила, что шимпанзе страдает от недоедания и кожной инфекции. Доктор Гудолл поспособствовала тому, что у Грегуара впоследствии появился свой куратор и ему была назначена особая диета, а в 1996 году Грегуара поселили с двумя новыми шимпанзе. В 1997 году после эскалации Гражданской войны в Республике Конго Грегуара перевезли в Пуэнт-Нуар. Последние 11 лет жизни Грегуар провёл в Реабилитационном центре Чимпунга, основанном Джейн Гудолл. Там он находился в моногамной паре с шимпанзе Кларой. 17 декабря 2008 года Грегуар умер во сне.
Грегуар появлялся на обложке журнала National Geographic в 1995 году и в фильме канала Animal Planet Jane Goodall’s Return to Gombe.